# Хендерсон, Моника
Мо́ника Хе́ндерсон (англ. Monique Henderson; род. 18 февраля 1983) — американская легкоатлетка, которая специализировалась в беге на 400 метров. 
На Олимпийских играх 2004 в эстафете 4×400 м завоевала золотую медаль, но в связи с тем, что Кристал Кокс, которая участвовала в предварительном забеге в составе эстафетной команды, в 2010 году призналась в употреблении допинга в 2001—2004 гг. и в 2012 году была лишена золотой медали решением МОК, встал вопрос о лишении остальных членов сборной США, в том числе Моники Хендерсон, золотых медалей в этой эстафете. Если бы это произошло, золотая медаль досталась бы занявшей второе место сборной России. По правилам тех лет решение о лишении медалей сборной США должна была принимать ИААФ, но по состоянию на 18 августа 2016 года такого решения ИААФ не приняла.
Стала обладателем золотой медали в 2008 году в составе эстафеты 4×400 метров. Чемпионка мира среди юношей 1999 года с результатом 52,28. Чемпионка США среди юниоров 1999 года, двукратная чемпионка мира среди юниоров 2002 года в личной дистанции и в эстафете. Заняла 7-е место на чемпионате мира 2005 года. На Панамериканских играх 2007 года заняла 6-е место.
В настоящее время проживает в городе Чула-Виста, Калифорния.